# Baltimore Pompei
O Baltimore Rockets foi um clube de futebol americano com sede em Baltimore, Maryland, que era membro da American Soccer League.
Antes da temporada 1957/58, o time foi renomeado para Baltimore Pompeii . O clube desistiu após ter disputado seis jogos na temporada 1960/61.